# Muditá
Muditá (v páli a sanskrtu: मुदिता) znamená radost, zejména zprostředkovanou radost. Jedná se o jeden ze „Čtyř vznešených příbytků“ (brahmavihára).
Klasickým příkladem tohoto stavu mysli je postoj rodičů při pozorování úspěchů svého dospívajícího dítěte. Tento stav mysli by neměl být zaměňován s hrdostí, jelikož člověk prožívající zprostředkovanou radost nemusí mít žádný zájem na úspěších ostatních nebo přímý zisk z nich.
Opakem muditá je škodolibost.

## Aplikace
Muditá meditace je používána k pěstování vděčné radosti při úspěchu a štěstí druhých.
Buddhističtí učitelé interpretují muditá šířeji jako vnitřní pramen nekonečné radosti, která je vždy k dispozici každému, bez ohledu na okolnosti.
„Čím více člověk pije z tohoto pramene a čím bezpečněji se člověk cítí ve vlastní hojnosti štěstí, tím se stává štědřejším a více si libuje v radosti jiných lidí.“
Radost se také tradičně považuje za nejobtížnější ke kultivaci ze čtyř stavů mysli (brahmavihārā: také „čtyři vznešené postoje“). Ukázat radost znamená oslavovat štěstí a úspěch u jiných, i když sami čelíme tragédii.
Podle učitele buddhismu Ayya Khema místo projevování radosti k sadistickému potěšení by se měl projevovat soucit (Karuná).
„Vzdálení nepřátelé“ radosti jsou žárlivost (závist) a chamtivost, stavy mysli, které jsou v evidentní opozici. „Blízký nepřítel“ radosti, kvalita, která se povrchně podobá radosti, ale při hlubším pohledu je k ní protikladná, je rozjaření, které je definováno jako hledání příjemného zážitku kvůli pocitu nedostatečnosti nebo nedostatku.